# Matthew Alosa
Matthew Frank Alosa (* 25. Januar 1972 in Concord (New Hampshire)) ist ein ehemaliger US-amerikanisch-italienischer Basketballspieler.

## Werdegang
Als Schüler war der Sohn eines Basketballtrainers Spieler der Pembroke Academy in New Hampshire in seinem Heimatland. Alosas Karriere in der NCAA nahm mit seinem Wechsel von der Providence University an die University of New Hampshire deutlich an Fahrt auf. Von 1991 bis 1993 erzielte er für Providence 4,5 Punkte im Schnitt, nach einem Jahr Pause aufgrund der Wechselbestimmungen bestimmte der 1,88 Meter große Alosa das Spiel der University of New Hampshire. In zwei Jahren erzielte er für die Hochschulmannschaft 1247 Punkte und mit 23,1 Punkten je Begegnung den besten Mittelwert, den bis dahin ein Basketballspieler an der University of New Hampshire erreicht hatte. Seine Stärke im Angriff zeigte sich unter anderem beim Dreipunktewurf: Mit 87 Treffern aus der Ferndistanz, welche ihm 1994/95 gelangen, stellte er eine weitere Hochschulbestmarke auf. In der Saison 1994/95 gelang Alosa mit New Hampshire mit 19 Siegen und neun Niederlagen die beste Bilanz in der bisherigen Mannschaftsgeschichte, das löste bei den Heimspielen für erhebliches Zuschaueraufkommen. Alosa bildete in diesem Spieljahr mit Scott Drapeau ein Gespann, das erhebliche Korbgefahr auszeichnete.
Alosa, der auch über die italienische Staatsbürgerschaft verfügt, begann seine Laufbahn im Berufsbasketball im Sommer 1996 in der United States Basketball League (USBL) bei den New Hampshire Thunder Loons. Er ging dann zu Casetti Imola in die zweite Liga Italiens, Serie A2. Auch dort zeigte er seine Angriffsstärke, kam 1996/97 auf 15,1 Punkte je Begegnung. Seine Leistungen brachten in die höchste Liga des Landes, Serie A. Dort spielte er in der Saison 1997/98 für Fontanafredda Siena, wurde aber wenig eingesetzt und brachte es in neun Spielen auf 2,2 Punkte im Schnitt. Alosa verbrachte den Großteil der Saison in der zweiten Liga bei Banco Sardegna Sassari. Für diese Mannschaft erzielte er durchschnittlich 18,5 Punkte je Begegnung.
Der 1,88-Meter-Mann wurde im Vorfeld der Saison 1998/99 vom deutschen Bundesligisten TV Tatami Rhöndorf verpflichtet, dort spielte er unter seinem Landsmann, Trainer Joe Whelton. Alosa trug in großem Maße zu einer erfolgreichen Rhöndorfer Bundesliga-Saison bei und erreichte mit der Mannschaft im Frühjahr 1998 das Halbfinale. Der Italo-Amerikaner war mit 16,2 Punkten je Einsatz bester Rhöndorfer Korbschütze, kam mit 59 getroffenen Dreipunktewürfen bei 133 Versuchen auf eine hohe Erfolgsquote von 44,4 Prozent. Mit Rhöndorf trat Alosa auch im Europapokalwettbewerb Korać-Cup an.
In der Saison 2001/02 spielte er erst für den griechischen Zweitligisten Panellinios Athen, dann war er wieder in der Bundesliga tätig, nachdem er im Januar 2002 zum Mitteldeutschen BC gestoßen war. In 22 Spielen für die Weißenfelser erzielte Alosa 16,9 Punkte je Begegnung. Nach seiner Zeit beim MBC wechselte er zu Upea Capo D’Orlando nach Italien und spielte später ebenfalls unterklassig in Italien bei NCH Virtus Siena sowie 2005/06 für Boston Frenzy in der US-Liga ABA.
Von 2006 bis August 2015 war er Basketball-Trainer an der Pembroke Academy, an der er als Schüler selbst gespielt hatte. Er führte die Mannschaft 2012 und 2013 zum Gewinn der Meisterschaft im Bundesstaat New Hampshire. Alosa trat im Sommer 2015 eine Co-Trainerstelle an der Notre Dame Preparatory School in Fitchburg (Bundesstaat Massachusetts) an.